# Shoutaobao
Shoutaobao zijn broodjes die op verjaardagen en huwelijken in de Chinese cultuur worden gegeten. Ze zijn roze gepoederd waardoor ze lijken op de perziken van Shou Xing. Zijn perziken staan symbool voor lang leven. Shoutaobao is eigenlijk een variant van de lotuszaadpasteibroodjes, want ze bevatten beide lotuszaadpastei als vulling.